# Victor L. Berger
Victor Luitpold Berger (1860–1929) fue miembro fundador del Partido socialdemócrata de Estados Unidos y su sucesor el Partido Socialista de los Estados Unidos. En 1910, se convirtió en el primer socialista en ser elegido para la Cámara de Representantes de los Estados Unidos. En 1919, fue acusado de violar la Ley de Espionaje por sus opiniones antimilitaristas y como consecuencia perdió el escaño para el que había sido elegido. El veredicto fue anulado por la Corte Suprema, y fue elegido para tres mandatos consecutivos en los años veinte.

## Biografía
Victor Berger nació en una familia judía en Nieder-Rehbach, Imperio austrohúngaro (hoy Rumania) el 28 de febrero de 1860. Asistió al Gymnasium en Leutschau (hoy Eslovaquia) y las universidades de Budapest y Viena. Emigró a los Estados Unidos en 1878 con sus padres para establecerse cerca de Bridgeport, Connecticut. La esposa de Berger, Meta Schlichting, afirmó que Berger había dejado el Imperio austrohúngaro para evitar el servicio militar obligatorio.
Después de llegar a los Estados Unidos, los Berger se establecieron en Milwaukee, Wisconsin, en 1881, que era el lugar de residencia de un gran número de emigrantes alemanes y tenía un movimiento sindical muy activo. Berger se unió al Partido Socialista del Trabajo (entonces dirigido por Daniel de León), y se convirtió en el editor de dos periódicos el Social Democratic Herald y el Milwaukee Leader. Berger enseñó alemán en un colegio público, mientras que su suegro era el comisionado de la escuela. Su esposa, Meta, era una organizadora socialista activa en Milwaukee, y fue durante muchos años miembro de la Junta de Regentes de la Universidad de Wisconsin.

## Primer período en el Congreso
Berger se presentó para el Congreso y perdió en 1904 antes salir elegido por el 5.º distrito congresional de Wisconsin en 1910 como el primer socialista en servir en el Congreso de los Estados Unidos. En el Congreso, se centró en las cuestiones relacionadas con el Distrito de Columbia y propuestas más radicales, incluyendo la eliminación del veto del Presidente, la abolición del Senado, y la toma de control social de las grandes industrias. Berger se dio a conocer a nivel nacional por su propuesta de una pensión de vejez, la primera de su tipo introducida en el Congreso. Menos de dos semanas después del desastre de barco de pasajeros Titanic, Berger presentó un proyecto de ley en el Congreso que proponía la nacionalización de los sistemas de radio inalámbricos. 

## Primera Guerra Mundial
Berger poyó la postura de su partido en contra de la guerra. Cuando los Estados Unidos entraron en la guerra y se aprobó la Ley de Espionaje de 1917, la continua oposición de Berger lo convirtió en un objetivo de la ley. Él y otros cuatro socialistas fueron acusados bajo la Ley de Espionaje en febrero de 1918, el juicio se celebró el 9 de diciembre de ese año, y el 20 de febrero de 1919, Berger fue declarado culpable y condenado a 20 años en una prisión federal.
El juicio por espionaje fue presidido por el juez Kenesaw Landis, quien más tarde se convirtió en el primer comisionado de las Grandes Ligas de Béisbol. Su condena fue apelada, y finalmente anulada por el Tribunal Supremo el 31 de enero de 1921, que falló que el juez Landis había presidido indebidamente la sala después de ser formalmente recusado.

## Segundo paso por el Congreso
Berger fue reelegido en 1924 y 1926. En esos mandatos, se ocupó de los cambios constitucionales, propuesta de una pensión de jubilación, seguro de desempleo y la vivienda pública. También apoyó el reconocimiento diplomático de la Unión Soviética y la revisión del Tratado de Versalles. Después de su derrota en 1928, regresó a Milwaukee y reanudó su carrera como editor de un periódico.